# Marc-Antoine Désaugiers
Marc-Antoine Désaugiers, född den 16 november 1739 i Fréjus, död den 10 september 1793 i Paris, var en fransk kompositör. Han var far till Marc-Antoine-Madeleine Désaugiers.
Désaugiers skrev flera operor samt ett rekviem över Sacchini och "hierodramen" Prise de la Bastille, som uppfördes i Paris vid den stora nationalfesten 14 juli 1790. Hans musik har fått beröm för friskhet och naturlighet, vilka egenskaper överskylde bristerna i det tekniska.